# Hadrurus arizonensis
Espèce
Synonymes
- Hadrurus hirsutus arizonensis Ewing, 1928
- Hadrurus arizonensis pallidus Williams, 1970

Hadrurus arizonensis est une espèce de scorpions de la famille des Hadruridae.

## Distribution
Cette espèce se rencontre aux États-Unis en Arizona, en Utah, au Nevada et en Californie et au Mexique en Basse-Californie et au Sonora.

## Habitat
On trouve Hadrurus arizonensis dans les régions arides, des prairies sèches au désert de Sonora. Il se creuse un terrier mais se cache aussi sous les pierres, cactus et autres objets naturels du sol.

## Description
Il mesure jusqu'à 125 mm de longueur.

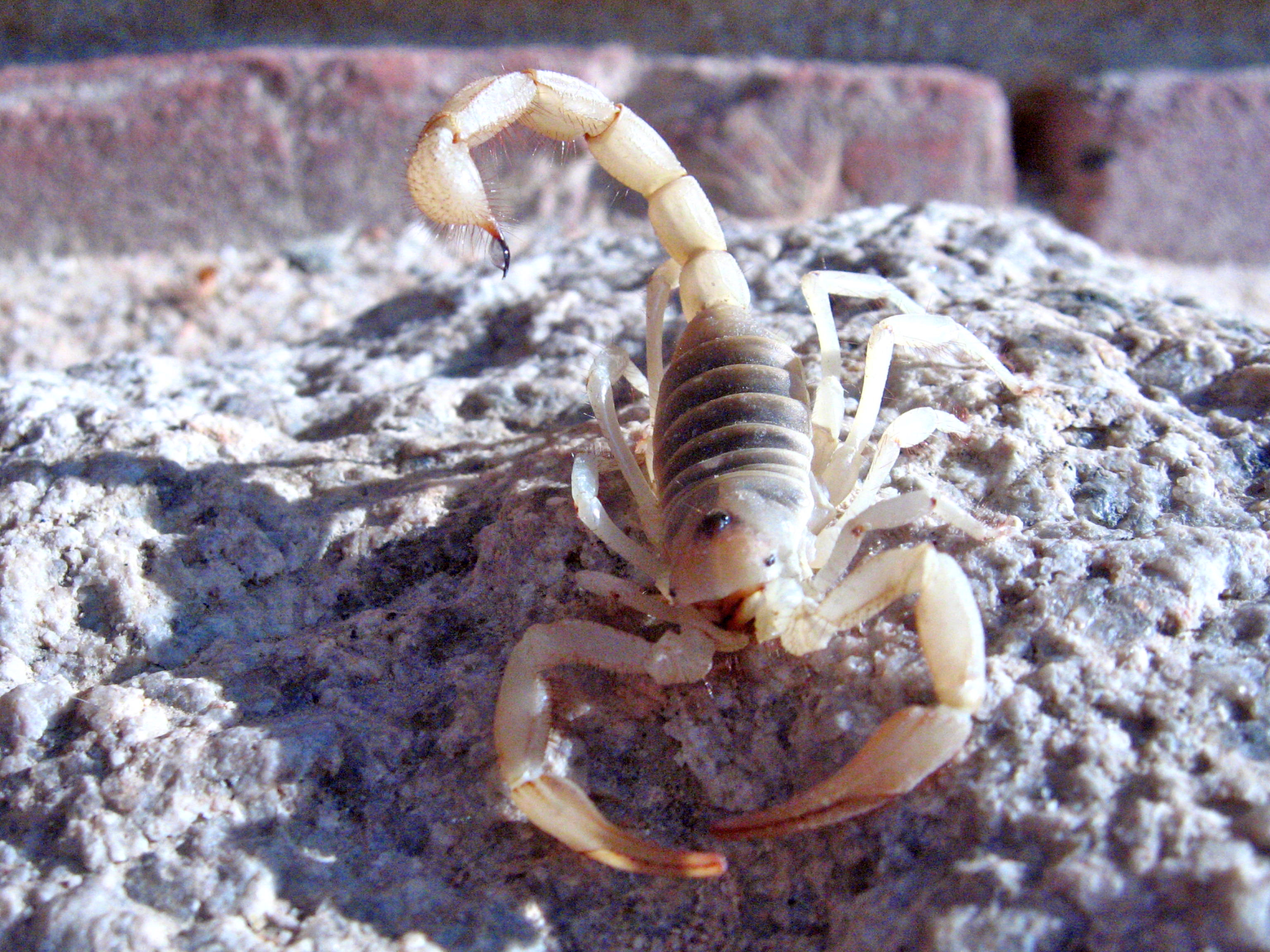
Hadrurus arizonensis

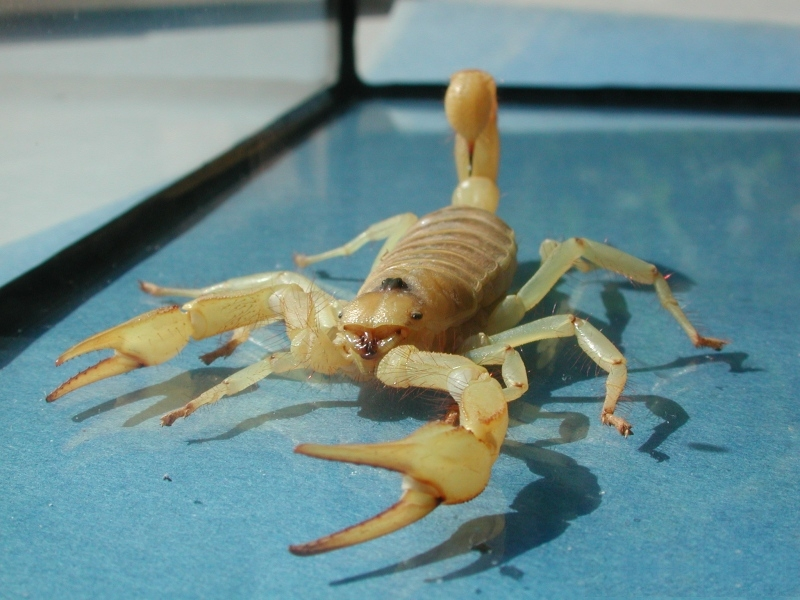
Hadrurus arizonensis

Il est de couleur jaune clair, un peu translucide et son corps est légèrement recouvert de poils. Ces poils en plus des trichobothries lui sont très utiles pour la détection de ses proies mais aussi pour l'analyse de son environnement ce qui fait qu'il est appelé par certains « scorpion velu ».  Il vit de 5 à 7 ans.
Il reflète la lumière ultra-violette qui sert à la chasse au scorpion, il est repérable à plus de 10 mètres tellement il brille dans l'obscurité.

## Éthologie
Fuyant la lumière du jour et les rayons cuisant du soleil, il sort la nuit pour chasser. Bien que solitaire, on le trouve en grand nombre la nuit avec d'autres espèces de scorpions comme Smeringurus mesaensis, Paravaejovis confusus ou Paravaejovis spinigerus.

## Venin
Le venin de ce scorpion est inoffensif pour les humains, il sert à tuer des insectes et des petits lézards, qui constituent l'essentiel de ses proies.

## Liste des sous-espèces
Selon The Scorpion Files (13/06/2020) :
- Hadrurus arizonensis arizonensis Ewing, 1928
- Hadrurus arizonensis austrinus Williams, 1970 de Basse-Californie

## Systématique et taxinomie
Cette espèce a été décrite sous le protonyme Hadrurus hirsutus arizonensis par Ewing en 1928. Elle est élevée au rang d'espèce par Stahnke en 1945.

## Étymologie
Son nom d'espèce, composé de arizon[a] et du suffixe latin -ensis, « qui vit dans, qui habite », lui a été donné en référence au lieu de sa découverte, l'Arizona.

## Publications originales
- Ewing, 1928 : The scorpions of the western part of the United States with notes on those occurring in northern Mexico. Proceedings of the United States National Museum, vol. 73, no 9, p. 1-24 (texte intégral).
- Williams, 1970 : A systematic revision of the giant hairy scorpion genus Hadrurus. Occasional Papers of the California Academy of Sciences, no 87, p. 1–62 (texte intégral).